# Listvjanka
Listvjanka (in russo Листвянка?) è un insediamento di tipo urbano della Federazione Russa, situato nell'oblast' di Irkutsk nella Siberia sud-orientale. L'insediamento si trova presso la riva destra dell'Angara e lungo il lago Bajkal.
Il toponimo significa "larice" in russo, ed è dovuto alla presenza di conifere nella zona.

## Storia
Fondato verosimilmente nell'estate del 1726 per mano di cosacchi e deportati fuggitivi, il villaggio viene menzionato per la prima volta solo nel 1873 (e descritto come una stazione di posta). Al giorno d'oggi la sua economia si basa per lo più sul turismo lacustre.

## Geografia fisica

### Clima
Le temperature estive a Listvyanka oscillano tra massime di 25 °C e minime di 12 °C. Gli inverni sono al contrario estremamente freddi: normalmente le temperature scendono sotto i -11 °C.
| Mese                | Mesi | Mesi | Mesi | Mesi | Mesi | Mesi | Mesi | Mesi | Mesi | Mesi | Mesi | Mesi | Stagioni | Stagioni | Stagioni | Stagioni | Anno |
| Mese                | Gen  | Feb  | Mar  | Apr  | Mag  | Giu  | Lug  | Ago  | Set  | Ott  | Nov  | Dic  | Inv      | Pri      | Est      | Aut      | Anno |
| ------------------- | ---- | ---- | ---- | ---- | ---- | ---- | ---- | ---- | ---- | ---- | ---- | ---- | -------- | -------- | -------- | -------- | ---- |
| T. max. media (°C)  | −13  | −8   | 1    | 10   | 17   | 22   | 24   | 22   | 16   | 9    | −2   | −10  | −10,3    | 9,3      | 22,7     | 7,7      | 7,3  |
| T. min. media (°C)  | −23  | −20  | −13  | −2   | 5    | 10   | 14   | 11   | 6    | −1   | −12  | −20  | −21      | −3,3     | 11,7     | −2,3     | −3,8 |
| Precipitazioni (mm) | 5    | 10   | 10   | 15   | 30   | 60   | 90   | 60   | 40   | 20   | 10   | 10   | 25       | 55       | 210      | 70       | 360  |

Fonte: Pogoda.yandex.ru

## Trasporto
Listvjanka è raggiungibile da Irkutsk via terra (autobus e taxi a percorso fisso) oppure, nel periodo estivo, via acqua (traghetto). La distanza tra le due città è di 64 km, equivalenti a circa 1 ora di viaggio.